# Федотов, Алексей Александрович
Алексе́й Алекса́ндрович Федо́тов (род. 20 февраля 1976, Иваново) — российский историк, религиовед, богослов, журналист и писатель, кандидат богословия, доктор исторических наук, профессор Ивановского филиала ЧОУ (частного образовательного учреждения) ВО (высшего образования) «Институт управления» (город Архангельск). Почетный работник науки и высоких технологий Российской Федерации. Почетный работник образования Ивановской области.

## Биография
Родился в городе Иваново. Воспитанием мальчика в бо́льшей степени занимались дедушка и бабушка.
С детства увлекался чтением, с шести лет начал писать сказки о животных, однако непонимание сверстников привело к тому, что в семь лет он перестал писать и вернулся к авторской деятельности только в тридцать пять.
В 14 лет самостоятельно пришёл креститься в РПЦ, многие годы работал в церковных структурах и является прихожанином РПЦ.
Учился в школе № 37 города Иваново, а окончил вечернюю школу № 7 города Иваново, которая в то время располагалось на заводе «Ивтекмаш». Любимым предметом была история. После завершения полного курса средней школы, в 1993 году поступил на заочное отделение в Православный Свято-Тихоновский богословский институт города Москвы
В 1993―1998 годах учился на катехизаторском факультете Православного Свято-Тихоновского богословского института (диплом № АБВ 0160 624. Квалификация преподаватель истории религии).
В 1994 году была напечатана  первая газетная публикация.
В 1997 году была издана первая книга «Святые земли Ивановской». Ее тираж – 4 тысячи экземпляров.
В 1998 году была напечатана  первая научная публикация.
В 1999—2002 годы – член совета краеведческого общества при Ивановском филиале Российского фонда культуры, руководитель секции «Церковное краеведение».
В 2000—2002 годах учился на богословско-пастырском факультете Православного Свято-Тихоновского богословского института (диплом № ИВС 0576958. Квалификация религиовед).
2 декабря 2000 года в Ивановском государственном университете защитил диссертацию на соискание ученой степени кандидата исторических наук на тему: «Русская Православная Церковь в 1960—1990-е годы: внутрицерковная жизнь и взаимоотношения с государством (по материалам Владимирской, Ивановской и Костромской областей)» Диплом кандидата наук КТ № 043997 от 20 апреля 2001 года — доктор исторических наук.
18 мая 2005 года в Православном Свято-Тихоновском гуманитарном университете защитил диссертацию на тему «Ивановская, Владимирская и Костромская епархии Русской Православной Церкви в 1917-1990-е годы» и получил степень кандидат богословия, которая была утверждена 30 мая 2005 года патриархом Московским и всея Руси.
В 2005 году был общественным помощником губернатора Ивановской области по вопросам взаимодействия с религиозными организациями.
С 1 ноября 2006 года — профессор кафедры гуманитарных и общих дисциплин Ивановского филиала частного образовательного учреждения высшего образования «Институт управления». 
24 апреля 2009 года в Ивановском государственном университете защитил диссертацию на соискание ученой степени доктора исторических наук на тему: «Русская Православная Церковь в 1943-2000 гг.: внутрицерковная жизнь, взаимоотношения с государством и обществом (по материалам Центральной России)». Ученая степень доктора исторических наук присуждена президиумом ВАК РФ 29 января 2010 года, решение № 3д/32.номер диплома: ДДН № 012482.
С 2011 года — заместитель директора  Ивановского филиала частного образовательного учреждения высшего образования «Институт управления».
С 2013 года — профессор кафедры юридических дисциплин Ивановского филиала частного образовательного учреждения высшего образования «Институт управления», с этого же года — член комиссии по научно-исследовательской работе Совета ректоров вузов Ивановской области. 
В 2017 году проходил  переподготовку по программе «Юриспруденция. Гражданско-правовой профиль» ЧОУ ВО «Институт управления», диплом № 292400535736.
С 2020 года — профессор философии Международной Лиги развития науки и образования России (диплом № 0002090).
Профессор кафедры истории и культурологии Ивановского государственного химико-технологического университета. Автор свыше 300 научных, научно-популярных, литературно-художественных и газетных публикаций. В том числе публиковался на портале «Богослов.ru», в «Журнале Московской Патриархии», газете «Церковный вестник», в журналах «Наука и религия», «Вестник русского христианского движения», «Философия хозяйства», «Личность. Культура. Общество», «Наука и школа», «Интеллигенция и мир», «Женщина в российском обществе» и других. Книги Федотова издавались в Москве, Витебске, Архангельске, Костроме и Иваново. Художественные произведения Федотова были переведены на китайский, арабский, английский, немецкий, испанский, белорусский, грузинский, армянский и калмыцкий языки. 
Номинант просветительский премии «Знание» 2022 года в номинации «Просвещение в вузе и ссузе».
Автор-ведущий программы «Просто о сложном» Ивановского общественного телевидения, ставшей номинантом просветительской премии «Знание» 2021 года.

## Экспертная и общественная деятельность
- Зарегистрирован в федеральном реестре экспертов научно-технической сферы
- Член Экспертного совета при Уполномоченном по правам человека по Ивановской области.
- Член Аттестационной комиссии Следственного управления Следственного Комитета РФ по Ивановской области
- Член Экспертного совета по проведению государственной религиоведческой экспертизы при Управлении Министерства юстиции РФ по Ивановской области
- Главный редактор научного журнала «На пути к гражданскому обществу» (РИНЦ) и научного ежегодника  «Власть и гражданское общество».
- Начальник  научного центра по проблемам взаимодействия власти и гражданского общества при Ивановском филиале НОУ ВПО «Институт управления».
- Член правления Ивановского регионального отделения Российского общества «Знание»
- Член правления Ивановского регионального отделения Союза писателей России
- Член Союза писателей России
- Член Союза журналистов России

## Награды
- почетная грамота администрации Ивановской области (1999)
- медаль ордена «За заслуги перед Отечеством» II степени (2000)
- медаль «200 лет Минюсту России» (2003)
- благодарность Ивановской областной Думы (2011)
- почетный работник образования Ивановской области (2017)
- благодарность ИГХТУ (2019)
- почетный работник науки и высоких технологий РФ (2019)
- благодарственное письмо Уполномоченного по правам человека в РФ (2020)
- знак «Общественное признание» Ивановской городской Думы (2021)
- медаль «Николай Рубцов» (26 августа 2021)[11]
- "Заслуженный работник высшей школы РФ"  https://ivanovoobl.ru/?type=news&id=79143  и https://ivteleradio.ru/news/2025/06/13/ivanovskiy_uchenyy_stal_zasluzhennym_rabotnikom_vysshey_shkoly_rf

## Сочинения
- Русская Православная Церковь в Центральной России в 1943-2000 годах : сборник документов / Международная акад. наук, Международная "Лига развития науки и образования" (Россия), Международная ассоц. развития науки, образования и культуры России (Италия), Негос. образовательное учреждение высш. проф. образования Ин-т упр. (г. Архангельск), Ивановский фил.; сост. А. А. Федотов. - Москва ; Архангельск : Ин-т управления, 2008. - 88 с. : табл.; 21 см.; ISBN 978-5-8382-0359-5
- Русская православная церковь в 1943-2000 гг.: внутрицерковная жизнь, взаимоотношения с государством и обществом (по материалам Центральной России) / А. А. Федотов ; НОУ ВПО "Ин-т упр." (г. Архангельск), Ивановский фил. - Иваново : Ин-т упр., фил., 2009. - 400, [1] с. : ил., табл.; 20 см.; ISBN 978-5-8382-0438-7
- Русская православная церковь в XX веке на Ивановской земле : сборник документов и материалов / ГОУ ВПО "Ивановский гос. хим.-технологический ун-т", НОУ ВПО "Ин-т упр." (г. Архангельск), Ивановский фил. ; авт.-сост. А. А. Федотов. - Иваново : Ин-т упр., фил., 2010. - 336, [4] с. : табл., факс.; 21 см.; ISBN 978-5-8382-0456-1
- Свет во тьме : исторические повести / А. А. Федотов ; Междунар. акад. наук [и др.]. - Иваново : Ин-т упр., Ивановский фил., 2010. - 255 с. : ил.; 21 см.; ISBN 978-5-8382-0510-0
- Русская православная церковь в 1943—2000 гг.: внутрицерковная жизнь, взаимоотношения с государством и обществом : (по материалам Центральной России) ; Статьи ; Русская православная церковь в XX веке на Ивановской земле : документы и материалы : церковно-исторический сборник / А. А. Федотов ; Международная "Лига развития науки и образования" (Россия), Международная ассоц. развития науки, образования и культуры России (Италия), Негосударственное образовательное учреждение высш. проф. образования Ин-т упр. (г. Архангельск), Ивановский фил. - Иваново : [б. и.], 2011. - 999 с. : ил., табл.; 21 см. - (Библиотека Научного центра по проблемам взаимодействия власти и гражданского общества при Институте управления (г. Архангельск); Кн. 5).; ISBN 978-5-8382-0548-3 (в пер.)
- Формирование учения об империализме в начале XX века : учебное пособие / А. А. Федотов ; Междунар. "Лига развития науки и образования" (Россия), Междунар. ассоц. развития науки и образования России (Италия) [и др.]. - Архангельск : [б. и.] ; Иваново : Ивановский фил. Ин-та упр., 2011. - 105 с. : портр.; 20 см.; ISBN 978-5-8382-0547-6
- Разные рассказы / А. А. Федотов ; Междунар. "Лига развития науки и образования" (Россия), Междунар. ассоц. развития науки и образования России (Италия), Негос. образовательное учреждение высш. проф. образования Ин-т упр. (г. Архангельск), Ивановский фил. - Иваново : НОУ ВПО Междунар. "Ин-т упр.", Ивановский фил., 2011. - 114 с.; 21 см.; ISBN 978-5-8382-0572-8
- Кожаные ризы : роман / Алексей Федотов. - Иваново : Новая Ивановская газ., 2014. - 279 с. : ил.; 21 см.; ISBN 978-5-98588-118-9
- Духовные поиски английских писателей на рубеже XIX-XX веков в контексте формирования глобального мира : монография / А. А. Федотов. - Иваново : Юнона, 2015. - 159 с. : портр., табл.; 20 см.; ISBN 978-5-89729-216-5
- Семирамида = Semiramide : повесть / Алексей Федотов. - Иваново : б. и., 2015. - 150 с. : ил.; 24 см.; ISBN 978-5-9906871-0-3 : 500 экз.
- Аннушка = Annushka : повесть / Алексей Федотов. - Иваново : ПресСто, 2015. - 118 с.; 25 см.; ISBN 978-5-9906871-8-9 : 300 экз.
- Историко-философское введение в концепции современного естествознания : учебное пособие / А. И. Тихонов, А. А. Федотов ; М-во образования и науки Российской Федерации, Федеральное гос. бюджетное образовательное учреждение высш. проф. образования "Ивановский гос. энергетический ун-т им. В. И. Ленина". - Иваново : ФГБОУВПО "Ивановский гос. энергетический ун-т им. В. И. Ленина", 2015. - 95 с. : ил., табл.; 21 см.; ISBN 978-5-00062-104-2 : 100 экз.
- Собрание сочинений : [в 4 т.] / Алексей Федотов. - Иваново : [б. и.], 2015.

1. Т. 1: Свет во тьме ; Т. 1 : У истоков системы ; Разные рассказы. - 2015. - 497, [1] с., [1] л. портр. : ил.; ISBN 978-5-89222-156-6
2. Т. 2: Сломанный мир : Т. 2 : романы, рассказы. - 2015. - 531, [1] с. : ил.; ISBN 978-5-89222-157-3
3. Т. 3: Кожаные ризы ; Т. 3 : Свин в тигровой шкуре ; Хроники Зверландии ; Белый кот. - 2015. - 446, [1] с. : ил.; ISBN 978-5-89222-158-0
4. Т. 4: Семирамида ; Т. 4 : Аннушка ; На границе миров ; Духовные поиски английских писателей рубежа XIX-XX вв. - 2015. - 372, [1] с., [12] л. цв. ил., портр.; ISBN 978-5-89222-159-7 : 100 экз.

- Черный карликовый тигр ; Орден Крылатого льва ; Последний кот Зверландии : повести-сказки / А. А. Федотов. - Иваново : МИК, 2015. - 99 с. : цв. ил., портр.; 29 см.; ISBN 978-5-89222-145-0 : 100 экз.
- Россия в глобальном мире : учебное пособие спецкурса по отечественной истории XX века / А. А. Федотов ; ЧОУ ВО "Ин-т упр.", Ивановский фил. - Иваново : [б. и.], 2016. - 143 с. : ил.; 21 см.; ISBN 978-5-8382-0770-8 : 100 экз.
- Свобода выбора / Алексей Федотов ; [ил. Журавлев В. С.]. - Иваново : [б. и.], 2016. - 392 с. : ил.; 30 см.; ISBN 978-5-9908353-0-6 : 100 экз.
- Николушка : повесть / Алексей Федотов. - Иваново : [б. и.], 2016. - 91 с. : ил.; 21 см.; ISBN 978-5-908353-4-4 : 500 экз.
- Пьянство и трезвение: культурные основания и специфика развития российского и американского опыта : монография / А. А. Федотов, И. В. Челышев. - Иваново : Ивановский фил. ЧОУ ВО "Ин-т упр.", 2016. - 160 с.; 20 см.; ISBN 978-5-8382-0772-2
- Ученый, писатель, спортсмен: к юбилею А. Н. Ежова : монография / [Федотов А. А., Облицова З. И., Зайцева И. А. и др.]. - Иваново : Ин-т управления, 2016. - 150 с. : ил.; 22 см.; ISBN 978-5-8382-0783-8 : 300 экз.
- Приходская жизнь Русской Православной Церкви в условиях отстранения духовенства от приходского управления (1961—1988 гг.) : учебное пособие для спецкурса по отечественной истории / Протоиерей Дмитрий Сазонов, А. А. Федотов ; Министерство образования и науки Российской Федерации, Костромской государственный университет. - Кострома : КГУ, 2017. - 130, [1] с. : ил., портр., табл., фот.; 21 см.; ISBN 978-5-8285-0910-2 : 100 экз.
- University : повесть : [18+] / Алексей Федотов. - Иваново : ПресСто, 2018. - 77, [2] с. : ил.; 20 см.; ISBN 978-5-604-0177-9-1 : 500 экз.
- Личность в глобальном мире: самоидентификация в условиях культурного кризиса XX―начала XXI вв. : монография / А. А. Федотов, М. С. Ракова. - Иваново : [б. и.], 2018. - 150 с.; 21 см.; ISBN 978-5-6041347-6-4 : 100 экз.
- Приходская жизнь Русской Православной Церкви в 1945―1988 гг.: учебное пособие для спецкурса по отечественной истории / Дмитрий Сазонов, А. А. Федотов ; ЧОУ ВО "Институт управления", Ивановский филиал. - Архангельск-Иваново : [б. и.], 2018. - 174 с. : ил., портр., табл.; 21 см.; ISBN 978-5-6042006-0-5
- University ; Стикс : повести / Алексей Федотов. - Иваново : [б. и.], 2019. - 157 с. : ил.; 21 см.; ISBN 978-5-6042826-1-8 : 100 экз.
- Личность перед лицом глобальных вызовов в свете истории конца XIX - начала XXI вв. : монография / А. А. Федотов ; Международный университет "МИТСО". - Витебск : ВГУ им. П. М. Машерова, 2020. - 183 с. : ил., портр., табл.; 21 см.; ISBN 9785-6044935-6-4 : 100 экз.
- Роман-газета : народный журнал / учредитель и издатель: ООО "Роман-газета". - Москва : Роман-газета, 1927-.

2020, № 14 (1859): Свет во тьме / Алексей Федотов. - Москва : Роман-газета, 2020. - 80 с.; 26 см. 
- Настигнутый радостью. Кружной путь К. С. Льюиса : монография / А. А. Федотов ; ЧОУ ВО "Институт управления", Ивановский филиал. - Архангельск ; Иваново : [б. и.], 2020. - 190 с.; 21 см.; ISBN 978-5-6044935-0-2 : 100 экз.
- Свет во тьме : исторические повести / А. А. Федотов. - Иваново : [б. и.], 2020. - 208 с. : ил.; 21 см.; ISBN 978-5-6044935-8-8 : 100 экз.
- Победитель : повесть / Алексей Федотов. - Иваново : [б. и.], 2021. - 64 с. : ил.; 21 см.; ISBN 978-5-6046303-2-7 : 500 экз.
- Государственно-церковные отношения в советской и постсоветской России в 1917-2000 гг. : учебное пособие спецкурса по отечественной истории / А. А. Федотов ; ЧОУ ВО "Институт управления" (г. Архангельск), Ивановский филиал. - Иваново : [б. и.], 2022 (Иваново). - 79 с.; 21 см.; ISBN 978-5-6047771-3-8 : 100 экз.
- Россия в XX веке : учебное пособие спецкурса по отечественной истории / А. А. Федотов ; ЧОУ ВО "Институт управления", Ивановский филиал. - Иваново : Информатика, 2022. - 140 с. : ил.; 21 см.; ISBN 978-5-6047771-2-1 : 100 экз.
- Победитель : повесть на русском и китайском языках / Алексей Федотов ; переводчик Цзинь Лин. - Иваново : ПресСто, 2022. - 75 с. : ил.; 24 см.; ISBN 978-5-6048659-6-5 : 100 экз.
- Победитель : повесть на русском и арабском языках : посвящается иеромонаху Михаилу (Чепелю), без которого не было бы этой книги / Алексей Федотов. - Иваново : ПресСто, 2023. - 75 с. : ил.; 24 см.; ISBN 978-5-6049032-7-8 : 120 экз.
- Россия в глобализационных процессах XX столетия : учебное пособие по отечественной истории / А. А. Федотов ; ЧОУ ВО "Институт управления", Ивановский филиал. - Архангельск ; Иваново : Информатика, 2023. - 99 с.; 21 см.; ISBN 978-5-6050226-1-9 : 100 экз.
- Архиепископ Амвросий (Щуров): из истории рода / А. А. Федотов. - Иваново : [б. и.], 2023. - 128 с., [1] л. цв. ил. : ил., портр., факс.; 22 см.; ISBN 978-5-6050226-9-5 : 50 экз.

- Власть и гражданское общество : ежегодник : научное издание / Междунар. ассоц. развития науки, образования и культуры России (Италия), Негос. образовательное учреждение высш. проф. образования Ин-т упр. (г. Архангельск) [и др.] ; [редкол.: Мингазов А. Н. (гл. ред.) и др.]. - Архангельск; Иваново : Ин-т упр.;, 2010-.

Вып. 4 / [редкол. : А. А. Федотов-пред., гл. ред. и др.]. - 2013. - 149 с. : ил., табл.; ISBN 978-5-8382-0683-1
- Власть и гражданское общество : ежегодник : научное издание / Междунар. ассоц. развития науки, образования и культуры России (Италия), Негос. образовательное учреждение высш. проф. образования Ин-т упр. (г. Архангельск) [и др.] ; [редкол.: Мингазов А. Н. (гл. ред.) и др.]. - Архангельск; Иваново : Ин-т упр.;, 2010-.

Вып. 5 / [редкол.: А. А. Федотов - пред. и др.]. - 2014. - 89 с. : портр., табл.; ISBN 978-5-8382-0738-8
- Власть и гражданское общество : ежегодник : научное издание / Междунар. ассоц. развития науки, образования и культуры России (Италия), Негос. образовательное учреждение высш. проф. образования Ин-т упр. (г. Архангельск) [и др.] ; [редкол.: Мингазов А. Н. (гл. ред.) и др.]. - Архангельск; Иваново : Ин-т упр.;, 2010-.

Вып. 6 / [редкол.: А. А. Федотов и др.]. - 2015. - 143 с. : портр.; ISBN 978-5-8382-0768-5 : 100 экз. 
- Учитель, ученый : памяти профессора Николая Романовича Коровина / [редактор-составитель: А. А. Федотов]. - Иваново : [б. и.], 2017. - 160 с. : ил., портр., цв. портр.; 21 см.; ISBN 978-5-9500966-0-0 : 100 экз.
- Господь - Пастырь мой. Памяти протоиерея Виктора Гаврилова / [редактор-составитель: Федотов А. А.]. - Иваново : [б. и.], 2019. - 130 с. : ил., портр., цв. портр.; 21 см.; ISBN 978-5-6042826-2-5 : 200 экз.
- У жизни большие планы : к юбилею профессора Анатолия Николаевича Ежова : сборник биографических материалов / ред.-сост. А. А. Федотов. - Архангельск ; Иваново : Ин-т управления, 2021. - 200 с. : ил., портр., факс.; 22 см.; ISBN 978-5-6046303-9-6 : 130 экз.
- Архиепископ Амвросий (Щуров) : сборник документов и материалов : к 45-летию архиерейской и 70-летию священнической хиротонии / [ред.-сост. А. А. Федотов]. - Иваново : Информатика, 2022. - 163 с. : ил., портр., факс.; 21 см.; ISBN 978-5-6047771-5-2 : 60 экз.
- ИГХТУ в моей судьбе. Почему Химтех лучше всех : юбилейное издание / редактор-составитель А. А. Федотов. - Иваново : ПреСто, 2023. - 419 с. : ил., портр.; 25 см.; ISBN 978-5-6050880-0-4 : 200 экз.

- Советское законодательство о религии /  портал Большая российская энциклопедия Опубликовано 7 июня 2022 г. в 14:37 (GMT+3).
- Василий (Преображенский) /  портал Большая российская энциклопедия Опубликовано 7 декабря 2022 г. в 15:59 (GMT+3)..